# Primnoisis
Primnoisis is een geslacht van neteldieren uit de klasse van de Anthozoa (bloemdieren).

## Soorten
- Primnoisis ambigua Wright & Studer, 1889
- Primnoisis antarctica (Studer, 1878)
- Primnoisis delicatula Hickson, 1907
- Primnoisis formosa Gravier, 1913
- Primnoisis fragilis Kükenthal, 1919
- Primnoisis gracilis (Gravier, 1913)
- Primnoisis humilis Deichmann, 1936
- Primnoisis mimas Bayer & Stefani, 1987
- Primnoisis rigida Thomas & Ritchie, 1905
- Primnoisis sparsa Wright & Studer, 1889